# Episodi de Le avventure del gatto con gli stivali (sesta stagione)
La sesta e ultima stagione della serie animata Le avventure del gatto con gli stivali negli USA è stata distribuita il 26 gennaio 2018 su Netflix.
In Italia, invece, è stata trasmessa su DeaKids a partire dal 27 marzo 2018.
| Nº | Nº | Titolo originale           | Titolo italiano               | Prima TV USA    | Prima TV Italia |
| -- | -- | -------------------------- | ----------------------------- | --------------- | --------------- |
| 66 | 1  | Save the Town              | Salviamo la città             | 26 gennaio 2018 | 27 marzo 2018   |
| 67 | 2  | Save the Cat               | Salviamo il Gatto             | 26 gennaio 2018 | 28 marzo 2018   |
| 68 | 3  | A perfect day              | Un giorno perfetto            | 26 gennaio 2018 | 29 marzo 2018   |
| 69 | 4  | The puss without boots     | Il Gatto senza stivali        | 26 gennaio 2018 | 30 marzo 2018   |
| 70 | 5  | What the heart most craves | Ciò che il cuore più brama    | 26 gennaio 2018 | 2 aprile 2018   |
| 71 | 6  | One last job               | Padova si trova...            | 26 gennaio 2018 | 3 aprile 2018   |
| 72 | 7  | In the fox net             | ...vicino all'Islanda         | 26 gennaio 2018 | 4 aprile 2018   |
| 73 | 8  | A non-romantic date        | Un non-romantico appuntamento | 26 gennaio 2018 | 5 aprile 2018   |
| 74 | 9  | The Island of Misfortune   | L'Isola della Sventura        | 26 gennaio 2018 | 6 aprile 2018   |
| 75 | 10 | Divine powers              | Poteri divini                 | 26 gennaio 2018 | 9 aprile 2018   |
| 76 | 11 | The Forbidden Citadel      | La cittadella proibita        | 26 gennaio 2018 | 10 aprile 2018  |
| 77 | 12 | The fate of the Cat        | Il destino del Gatto          | 26 gennaio 2018 | 11 aprile 2018  |